# Holger Rosencrantz (1870–1950)
Carl Ludvig Holger Rosencrantz, född 27 juli 1870 i Benestads församling, Kristianstads län, död 27 december 1950 i Malmö S:t Petri församling, var en svensk militär.

## Biografi
Rosencrantz, som var son till kammarherre Holger Rosencrantz och Adèle Sylvan, studerade vid Krigshögskolan 1894–1896 och företog militära studieresor som stipendiat i Balkanstaterna 1903. Han blev underlöjtnant vid Kronprinsens husarregemente 1890, löjtnant 1897, ryttmästare 1908, major vid Skånska dragonregementet 1915, överstelöjtnant (kasernofficer) vid Kronprinsens husarregemente 1919 och erhöll avsked 1925. Han var lärare vid Strömsholm 1903–1906 och kammarherre från 1928. Han var ägare av Petersborg, Delperöd och Ulriksberg.

### Familj
Rosencrantz gifte sig 7 maj 1898 i Stockholm med Märta Mörner (född 1875), dotter till hovmarskalken Hampus Mörner och Ebba Mariana Ottilia Elisabet Hallenborg. De fick tillsammans barnen Holger Rosencrantz (född 1899), Erik Rosencrantz (född 1902) och Helle Rosencrantz (född 1911) som var gift med bankdirektören Sven Cavallin.